# Jan Kubista (1990)
Pour les articles homonymes, voir Jan Kubista.
Jan Kubista (né le 23 septembre 1990 à Prague) est un athlète tchèque, spécialiste du 800 m.
Son club est le Dukla de Prague. Son record sur 800 m est de 1 min 46 s 16 obtenu à Ostrava le 27 juin 2013.
Son père, qui porte le même nom Jan Kubista, a également été un athlète, finaliste lors des Championnats du monde de 1983 sur 1 500 m et longtemps recordman tchèque sur cette distance (jusqu'en 2016). Son fils, blessé en 2015 et 2016, remporte la médaille de bronze du relais 4 x 400 m en 3 min 8 s 60, avec ses coéquipiers Patrik Šorm, Jan Tesař et Pavel Maslák, lors des Championnats d'Europe en salle 2017 à Belgrade.